# 羅伯茨峰
78°14′S 85°10′W / 78.233°S 85.167°W

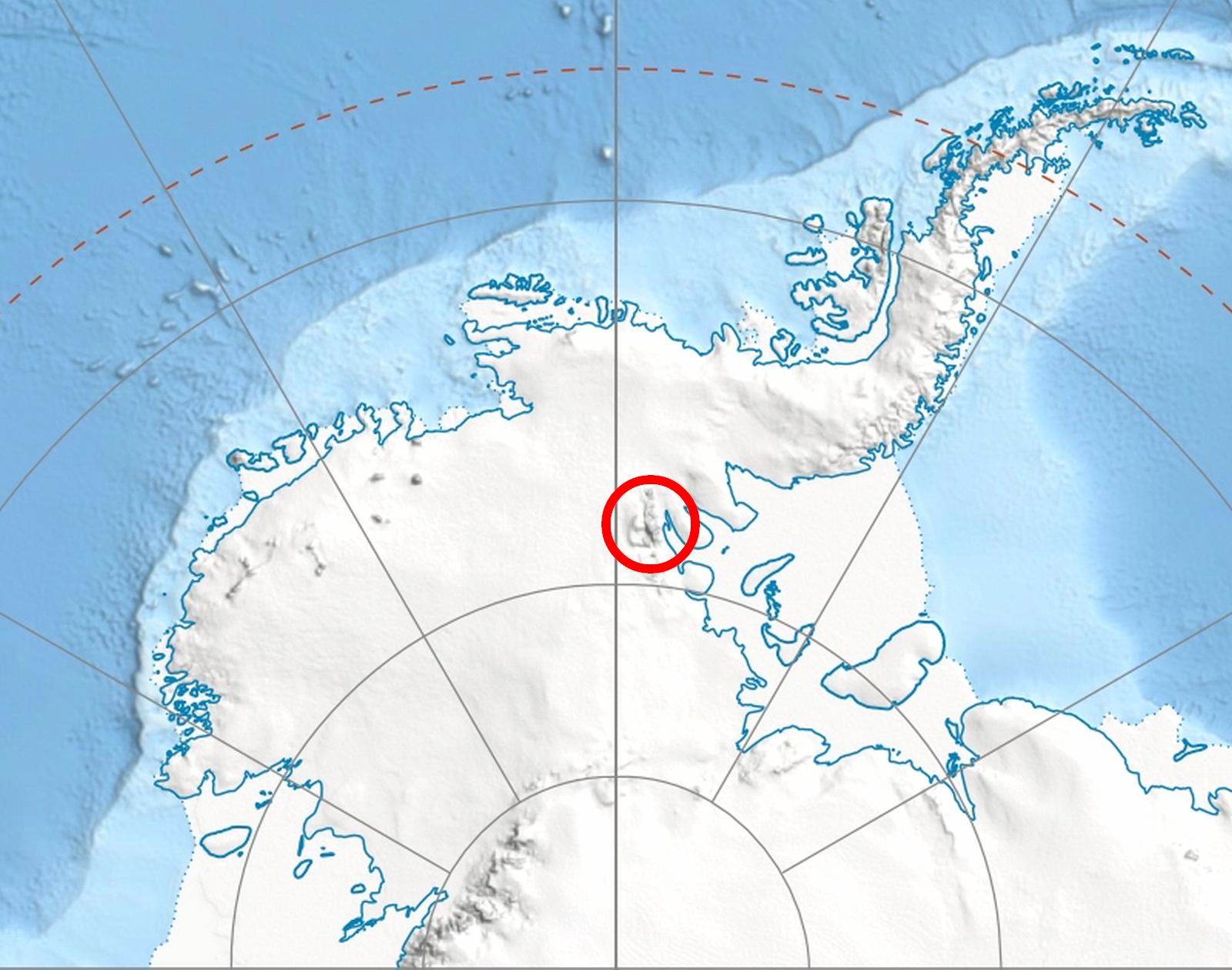

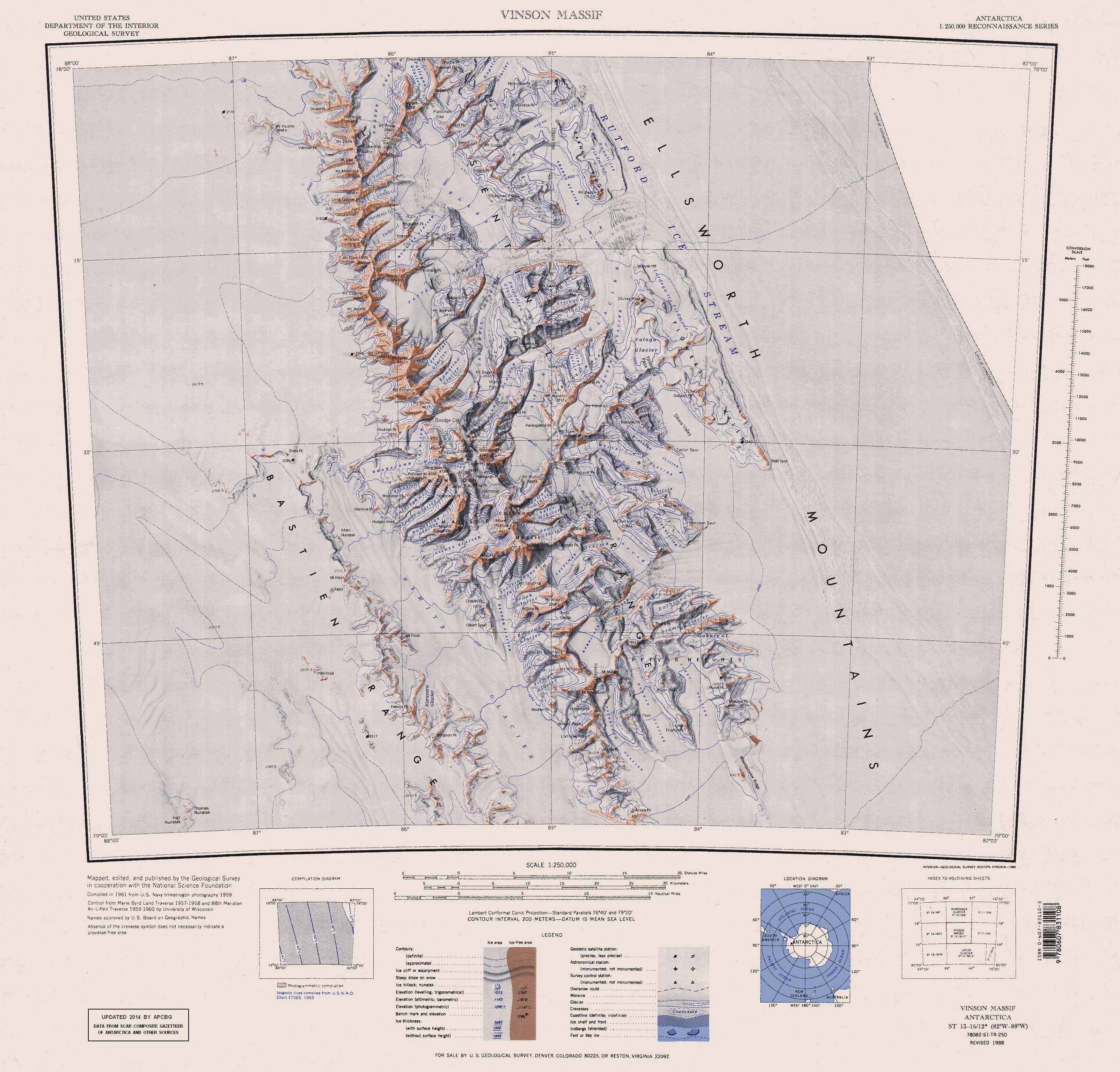

羅伯茨峰是南極洲的山峰，位於埃爾斯沃思地，處於埃爾斯沃思山脈的森蒂納爾嶺，是馬格萊尼克高地的南端，海拔高度1,800米，現時由南極條約體系管理。